# Alde Dobbe
De Alde Dobbe is een geïsoleerd liggende drinkpoel tussen Hallum in de polder De Keegen.
Om het water ligt een ringwal met een hoogte van 4.80 meter boven FZP. De drinkpoel bevat zoet water voor het buiten de zeedijk grazende vee. Het vee werd hier bij dreigend hoogwater bijeen gedreven. De dobbe kwam in 2006 in het landelijke nieuws toen in de nacht van 31 oktober op 1 november bij hoogwater een aantal paarden verdronk en enkele tientallen andere paarden ternauwernood van de verdrinkingsdood konden worden gered.